# Luigi Danova
Luigi Danova (Sant'Angelo Lodigiano, 5 giugno 1952) è un allenatore di calcio ed ex calciatore italiano, di ruolo difensore.

## Carriera

### Giocatore

#### Club
Iniziò a giocare nel vivaio del Sant'Angelo, club della sua città natale, arrivando a esordire in prima squadra a dicioassette anni, in Serie D. Nell'estate del 1970 fu acquistato dalla Juventus che lo girò dopo una stagione senza presenze al Como, squadra con la quale fece il suo esordio in Serie B nel 1971.
Dopo due stagioni nel club lariano, Danova fu trasferito al Cesena, esordendo in Serie A il 7 ottobre 1973 in Torino-Cesena 0-0.
Fu proprio il club granata che, tre stagioni dopo, fresco campione d'Italia, acquistò Danova per coprire la fascia destra.
Con i romagnoli aveva segnato l'unica marcatura della sua carriera contro il Milan (18 gennaio 1976).
A Torino Danova giocò per nove stagioni, fino all'ottobre del 1985, quando scelse di trasferirsi al Lecce, squadra con la quale giocò la sua ultima stagione in massima serie nel 1985-1986. Nel 1987 fu ingaggiato dal Mantova, con il quale ottenne la promozione dalla Serie C2 alla C1 nel 1988. Trasferitosi al Varese in C2 nel 1989, diede il suo contributo di esperienza per raggiungere analogo risultato, con la squadra promossa nel 1990 in C1. Danova si ritirò a trentanove anni, alla fine del campionato 1990-1991.

#### Nazionale
In nazionale Danova vanta una sola presenza, il 22 dicembre 1976 in un'amichevole a Lisbona, Portogallo-Italia (2-1); l'allora commissario tecnico Fulvio Bernardini lo schierò nel secondo tempo, al posto di Cuccureddu.

### Allenatore
Dopo il ritiro, intraprese la carriera di allenatore, quasi interamente svoltasi nel calcio di Serie C e D. Tra le varie esperienze, anche la guida tecnica del Suzzara in C2. Nella prima parte della stagione 2007-2008 è stato l'allenatore in seconda di Andrea Agostinelli alla Salernitana; successivamente è stato ancora il vice di Agostinelli nel Portogruaro. Nella stagione 2012-2013 ha allenato la formazione Juniores del Trento.

## Statistiche

### Cronologia presenze e reti in nazionale
| Cronologia completa delle presenze e delle reti in nazionale ― Italia | Cronologia completa delle presenze e delle reti in nazionale ― Italia | Cronologia completa delle presenze e delle reti in nazionale ― Italia | Cronologia completa delle presenze e delle reti in nazionale ― Italia | Cronologia completa delle presenze e delle reti in nazionale ― Italia | Cronologia completa delle presenze e delle reti in nazionale ― Italia | Cronologia completa delle presenze e delle reti in nazionale ― Italia | Cronologia completa delle presenze e delle reti in nazionale ― Italia |
| Data                                                                  | Città                                                                 | In casa                                                               | Risultato                                                             | Ospiti                                                                | Competizione                                                          | Reti                                                                  | Note                                                                  |
| --------------------------------------------------------------------- | --------------------------------------------------------------------- | --------------------------------------------------------------------- | --------------------------------------------------------------------- | --------------------------------------------------------------------- | --------------------------------------------------------------------- | --------------------------------------------------------------------- | --------------------------------------------------------------------- |
| 22-12-1976                                                            | Lisbona                                                               | Portogallo                                                            | 2 – 1                                                                 | Italia                                                                | Amichevole                                                            | -                                                                     | 46’                                                                   |
| Totale                                                                |                                                                       | Presenze                                                              | 1                                                                     |                                                                       | Reti                                                                  | 0                                                                     |                                                                       |

## Palmarès

### Giocatore

#### Club
- Campionato italiano Serie C2: 2

Mantova: 1987-1988 (girone B)
Varese: 1989-1990 (girone B)